# William Lashly
William Lashly (Hambledon, 25 dicembre 1867 – Hambledon, 12 giugno 1940) è stato un esploratore e militare britannico.
Ufficiale della Royal Navy, ha partecipato ad entrambe le spedizioni antartiche di Robert Falcon Scott.

## Prima spedizione in Antartide
Nato nel villaggio di Hambledon nei pressi di Portsmouth si arruola nella Royal Navy e nel 1901 partecipa alla spedizione Discovery in Antartide sotto il comando di Robert Falcon Scott. Durante la spedizione. nel 1903 Lashly ha accompagnato Scott nella missione lontano Ovest diretta all'esplorazione della Terra Vittoria.

## Spedizione Terra Nova
Nel 1910 Lashly si unisce alla nuova spedizione antartica di Scott. Inizialmente è assegnato alla guida di una delle due motoslitte che hanno il compito di facilitare il trasporto dei rifornimenti verso il Polo Sud. Dopo poco però il veicolo si guasta ed il gruppo è costretto a dividersi il materiale ed a trasportarlo su normali slitte.
Con il tenente Edward Evans e Tom Crean fa parte dell'ultimo gruppo di supporto che lascia il team di Scott prima dell'ultimo tratto verso il Polo. Nel viaggio di ritorno Evans viene colpito da scorbuto: mentre Lashly lo assiste, Crean si incammina da solo sino al capo base in cerca di aiuto. Entrambi riceveranno la Albert Medal per aver salvato la vita di Evans.

## Anni successivi
Dopo essere tornato dall'Antartide, Lashly lascia la Royal Navy. Resta però come riserva e parteciperà alla prima guerra mondiale a bordo delle navi HMS Irresistible e HMS Amethyst. Al termine del conflitto sarà ufficiale doganale presso la città di Cardiff. Al suo pensionamento, nel 1932, torna a Hambledon  dove vivrà in una casa chiamata Minna Bluff, come uno dei luoghi incontrati nella sua spedizione verso il Polo Sud.

## Pubblicazioni
Estratti degli appunti di Lashly riguardanti i problemi con la motoslitta ed il viaggio di ritorno con Evans sono stati inclusi da Apsley Cherry-Garrard nel suo The Worst Journey in the World
Nel 1969 tutti diari di William Lashly sono sistemati e pubblicati dal comandante A. R. Ellis con il titolo Under Scott's Command - Lashly's Antarctic Diaries. L'opera descrive le spedizioni Discovery e Terra Nova dal punto di vista di un partecipante appena menzionato nei maggiori resoconti.